# Michaił Zamkawienka
Michaił Michajławicz Zamkawienka (biał. Міхаіл Міхайлавіч Замкавенка, ros. Михаил Михайлович Замковенко, Michaił Michajłowicz Zamkowienko; ur. 16 maja 1957 w Pieńkówce w rejonie klimowickim) – białoruski kołchoźnik i polityk, deputowany do Rady Najwyższej Republiki Białorusi XIII kadencji.

## Życiorys

### Młodość i praca
Urodził się 16 maja 1957 roku we wsi Pieńkówka, w rejonie klimowickim obwodu mohylewskiego Białoruskiej SRR, ZSRR. W 1980 roku ukończył Białoruską Państwową Akademię Gospodarstwa Wiejskiego, a w 1993 roku – Akademię Zarządzania przy Radzie Ministrów Republiki Białorusi. Pracował jako starszy inżynier na wydziale mechanizacji i wiceprzewodniczący kołchozu „Sierp i Młot” w rejonie klimowickim, główny inżynier i sekretarz komitetu partyjnego w sowchozie-kombinacie „Sosnowka” w rejonie klimowickim, dyrektor kołchozu „Małyszenkowicze” w rejonie klimowickim, II sekretarz Klimowickiego Komitetu Rejonowego Komunistycznej Partii Białorusi, zastępca dyrektora – szef klimowickiej filii otwartej spółki akcyjnej „Wolt”, główny inspektor państwowy ds. ochrony pracy i BHP. W 2000 roku pracował jako kierownik Wydziału Rolnictwa i Gospodarki Żywnościowej Klimowickiego Rejonowego Komitetu Wykonawczego. Był członkiem Partii Komunistów Białoruskiej i deputowanym do Klimowickiej Rejonowej Rady Deputowanych.

### Działalność parlamentarna
W drugiej turze wyborów parlamentarnych 28 maja 1995 roku został wybrany na deputowanego do Rady Najwyższej Republiki Białorusi XIII kadencji z Klimowickiego Okręgu Wyborczego Nr 167. 9 stycznia 1996 roku został zaprzysiężony na deputowanego. Od 23 stycznia pełnił w Radzie Najwyższej funkcję członka Stałej Komisji ds. Katastrofy Czarnobylskiej. Należał do frakcji komunistów. Od 3 czerwca był przewodniczącym grupy roboczej Rady Najwyższej ds. współpracy z parlamentem Ukrainy. 27 listopada 1996 roku, po dokonanej przez prezydenta Alaksandra Łukaszenkę kontrowersyjnej i częściowo nieuznanej międzynarodowo zmianie konstytucji, nie wszedł w skład utworzonej przez niego Izby Reprezentantów Zgromadzenia Narodowego Republiki Białorusi I kadencji. Zgodnie z Konstytucją Białorusi z 1994 roku jego mandat deputowanego do Rady Najwyższej zakończył się 9 stycznia 2000 roku; kolejne wybory do tego organu jednak nigdy się nie odbyły.

## Życie prywatne
Michaił Zamkawienka jest żonaty, ma dwoje dzieci. W 1995 mieszkał w mieście Klimowicze.